# Куйбышевнефтеоргсинтез
Куйбышевнефтеоргсинтез (КНОС) — историческое советское производственное объединение, затем российская нефтеперерабатывающая компания в Куйбышевской (Самарской) области.
АО «Куйбышевнефтеоргсинтез» вместе с компанией «Юганскнефтегаз» стало базой для создания компании «ЮКОС», что и отразилось в названии новой компании.
Состояло из нескольких заводов, производивших основные нефтепродукты: бензин, дизтопливо, топочный мазут, и других предприятий. Глубина переработки составляла 62,9 % в 2006 году. В 2008 году Всемирный фонд дикой природы включил КНОС в число крупнейших российских НПЗ — более 10 млн т в год — на 1 июня 2007 года индекс Нельсона составлял 6,5.

## История
Производственное объединение «Куйбышевнефтеоргсинтез» создано Приказом Миннефтехимпрома СССР № 478 от 08.06.1976 года на основании Постановления Совета Министров СССР № 398 «О генеральной схеме управления нефтеперерабатывающей и нефтехимической промышленностью» от 13.05.1975 года, так что 1995 год КНОС отмечал как юбилейный. Базой стал Куйбышевский нефтеперерабатывающий завод.
Один из основателей Нефтехимбанка. С 1992 года — акционерное общество, с 1993 года в составе нефтяной компании «ЮКОС».
В 2007 году КНОС выкуплен Роснефтью вместе с остальными активами ЮКОС. С 2012 года — закрытое акционерное общество.

## Структура
В состав КНОС входили:
- Новокуйбышевский НПЗ
- Куйбышевский НПЗ
- Сызранский НПЗ
- Куйбышевский завод синтетического спирта
- Завод железобетонных изделий
- Ремонтно-строительный трест «Куйбышевнефтехимремстрой»
- Нормативно-исследовательская станция
- Новокуйбышевская кустовая машиносчётная станция
- Объединённый отряд ведомственной военизированной охраны
- Жилищно-коммунальное управление
- Завод по производству катализаторов
- Институт «Самаранефтехимпроект»

## Руководство и собственники
С 1993 года контрольный пакет акций КНОС находился у нефтяной компании «ЮКОС». В 2004 году офшорные компании Ensign Corporation, Impex Assets и Tucana Merchants, в сумме владевшие 38,02 % акций КНОС, продали акции ООО «АНТ», ООО «МДМ Консалтинг» и ООО «Правовой центр».

### Руководство
- 1976 — июнь 1981 — директор Павел Никитович Узункоян[12][13]
- 1984—1990 — директор Виктор Александрович Тархов[14]
- 1990—1993 — генеральный директор Владимир Фёдорович Зенкин
- 1993 — генеральный директор Д. Зеншин[15][16]
- 1993—1996 — генеральный директор Виктор Александрович Тархов
- февраль — апрель 1996 — исполняющий обязанности генерального директора Владимир Николаевич Чувилин[17]
- апрель 1996—1998 — генеральный директор Геннадий Андреевич Батраев[17]
- 2002—2019 — генеральный директор Виктор Петрович Забурдаев